# كأس هولندا السياحية 1995
كأس هولندا السياحية 1995 هو سباق دراجات نارية أقيم بتاريخ 24 يونيو 1995 في حلبة أسن تي تي. كان الجولة السابعة من أصل 13 في سباق الجائزة الكبرى للدراجات النارية موسم 1995. فاز ميك دوهان بفئة الموتو جي بي.

## وصلات خارجية
- الموقع الرسمي